# Roby Manuel
Roby Lewis Manuel (ur. 7 października 1895, zm. 18 października 1975) – as lotnictwa australijskiego Royal Australian Air Force z 12 potwierdzonymi  zwycięstwami w I wojnie światowej.
Roby Lewis Manuel urodził się w Kerang, Wiktoria w Australii. Był rolnikiem. Zaciągnął się do Armii Australijskiej 5 kwietnia 1916 roku.  Służył w piechocie w 43 Infantry Battalion i walczył w Europie.
Od 30 kwietnia 1917 roku został przyjęty do Royal Australian Air Force i był jednym z pierwszych australijskich pilotów wysłanych do Francji. Został przydzielony do No. 2 Squadron RAAF i od 6 lutego 1918 roku służył we Francji.
Pierwsze zwycięstwo powietrzne odniósł 2 kwietnia 1918 roku razem z Henrym Forrestem.  Ostatnie 12 zwycięstwo odniósł 24 września nad  samolotem Albatros C w okolicach La Bassée-Bethune. 2 czerwca odniósł potrójne zwycięstwo powietrzne, w ciągu około pół godziny zestrzelił trzy samoloty Pfalz D.III.